# Straorza
Il termine straorza (straorzare), riferito ad una imbarcazione a vela, indica l'andare involontariamente e bruscamente all'orza (con la prua verso la direzione del vento) a causa di una improvvisa raffica, di un'onda o di un qualsivoglia errore commesso dall'equipaggio.  
Su barche piccole e derive, questo fenomeno può portare il tangone dello spinnaker in acqua e causare un'improvvisa e pericolosa virata. Su barche più grandi, la barca viene fortemente sbandata, a volte addirittura "sdraiata" con le crocette in acqua e la deriva fuori (scuffiare).